# Kannibalizmus (marketing)
A kannibalizmus (vagy kannibalizáció) kifejezés főleg a marketingben használatos, annak az általában nem kívánatos jelenségnek a megnevezésére, hogy egy cég később piacra kerülő új terméke (szolgáltatása) elvonja ugyanazon cég másik, a piacon már jelen levő termékének (szolgáltatásának) a forgalmát. Szűkebb értelemben egy márka (vagy almárka) kannibalizációjáról beszélünk.

## Leírása
A termékvonal-bővítésnek az előnyei mellett ugyanakkor az a veszélye lehet, hogy a túl sok termékváltozat összezavarja a fogyasztót, mivel nem tudja eldönteni, melyik is lenne számára a legmegfelelőbb. Az új termék továbbá azt is elérheti, hogy más márkák helyett a saját termékkínálat további variánsaitól vonja el a forgalmat.
A jelenség fellépése általában nem kívánatos, mivel lerövidíti a korábbi márka (almárka) által jelzett termék (szolgáltatás) piaci életgörbéjét.
Ugyanakkor sokszor iparági adottság az, hogy az új termék forgalomnövekedése csak más saját termék rovására lehetséges. Ilyen pl. a high-tech termékek piaca, ahol a vállalatnak gyakran nincs más választása, mert az elszenvedett veszteségnél fontosabb cél lehet számára a vevők megtartása vagy a versenytársak megelőzése. Minden esetben gondosan mérlegelni kell a kannibalizmus kockázatait.